# ¡Al diablo con este cura!
¡Al diablo con este cura! és una pel·lícula de l'Argentina filmada en colors dirigida per Carlos Rinaldi segons el guió d'Ulyses Petit de Murat que es va estrenar el 30 de març de 1967 i que va tenir com a protagonistes a Luis Sandrini, Ubaldo Martínez, Elizabeth Killian i Iris Marga.

## Sinopsi
Un sacerdot molt particular predica la caritat entre joves rebels, adinerats, aristòcrates i nens pobres.

## Repartiment
Els intèrprets del film van ser:
- Luis Sandrini	 ...	Padre Francisco Lambertini
- Ubaldo Martínez	 ...	Monseñor Ramón Maciel
- Elizabeth Killian	 ...	Madre Laura
- Iris Marga	...	Ercilia Martínez de Rivera
- Virginia Lago		 ...	Inés
- Enzo Viena... Antonio Farias
- Ricardo Bauleo		 ...	Marcos Rivera
- Eduardo Rudy	 ...	Dermoz
- Diana Ingro	 ...	Señora del Perrito
- Roberto Airaldi	... Dr. Macías
- Ricardo Castro Ríos... Padre Crespo
- Francisco de Paula... Rìos
- Adolfo Linvel... Riciardi
- María Luisa Robledo... Petrona
- Alfonso Pícaro... Cartero
- Carlos Lagrotta... Juez
- Luis Corradi... Martínez
- Alita Román... Demetria
- Cristina Del Valle... Chica en auto con Marcos
- Arturo Puig... Amigo de Marcos en boliche
- Gloria Raines

## Comentaris
E.E.E. a El Mundo va dir:
| « | ”Sandrini, Joan XXIII, els dolents i els pobres, convencionalisme i simpatia”. | » |

Crónica va comentar: 
| « | ”Luis Sandrini encarna al personatge que li faltava.” | » |

Manrupe i Portela escriuen del film:
| « | ”…historieta condescendent.” | » |